# Klemens Richter

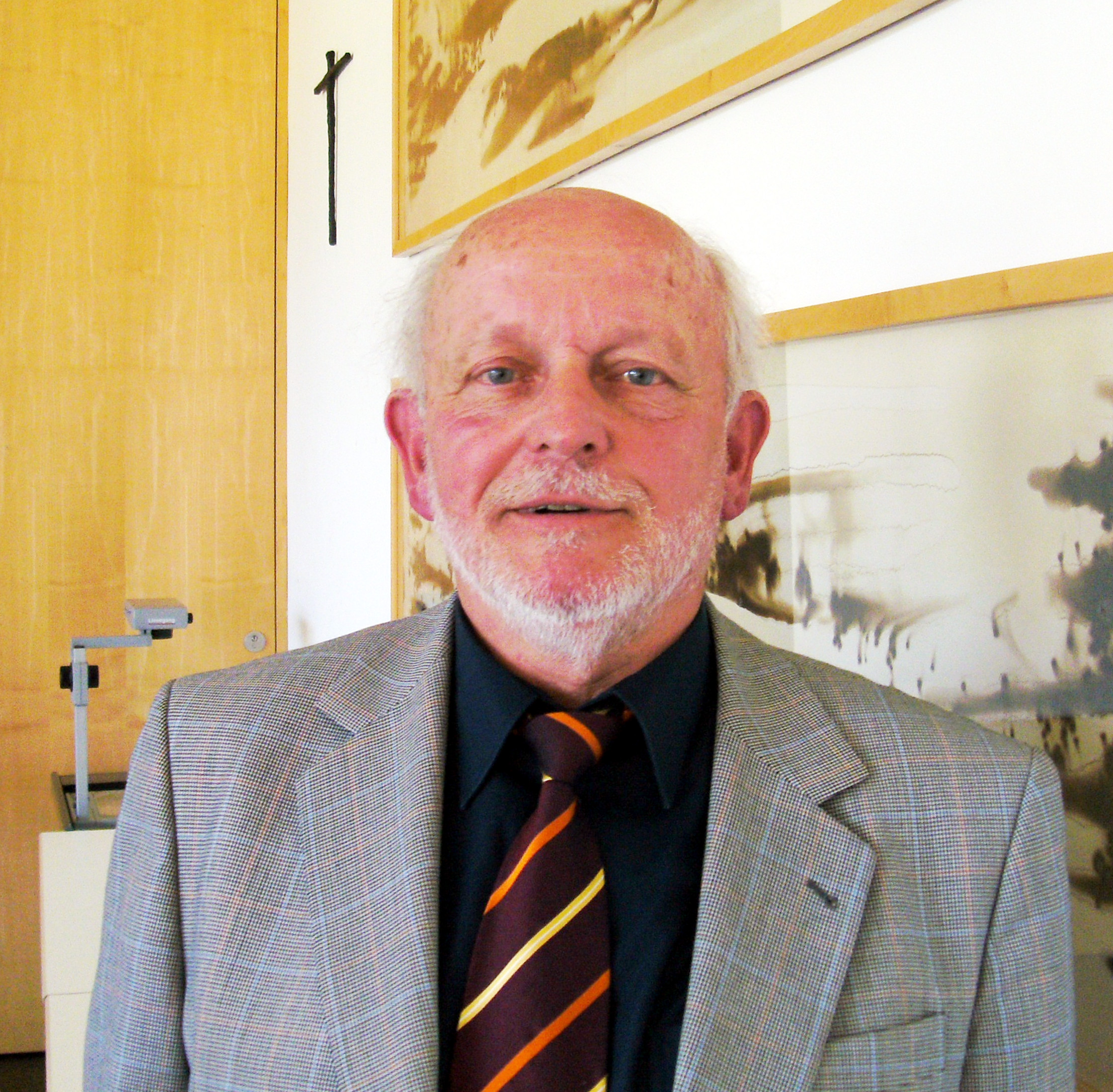
Klemens Richter (2009)

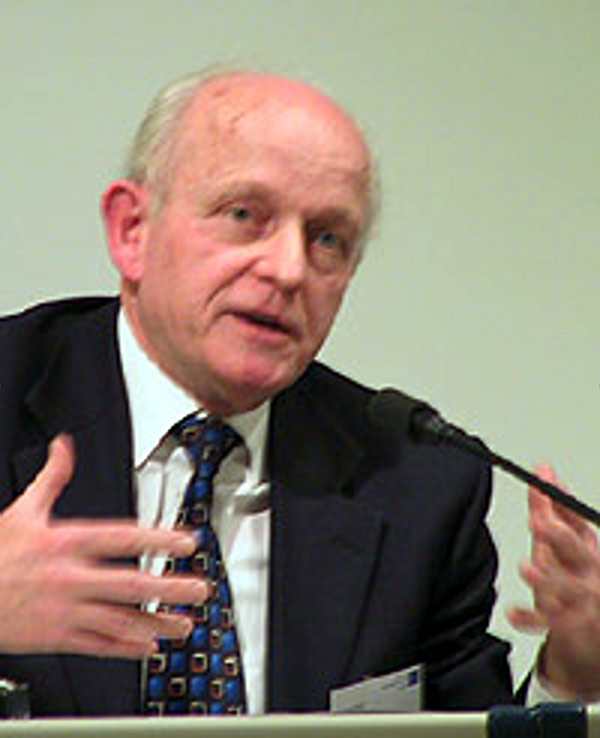
Klemens Richter während einer Vorlesung

Klemens Richter (* 3. Mai 1940 in Leipzig) ist ein deutscher römisch-katholischer Theologe, Liturgiewissenschaftler und Hochschullehrer. Als Professor der Westfälischen Wilhelms-Universität Münster setzte er wegweisende liturgietheologische Akzente.

## Leben und Wirken
Richter studierte ab 1959 Katholische Theologie, Germanistik, Geschichte und Publizistik in Münster und Wien. Nach seinem Lizentiat der Theologie 1969 wurde er 1972 zum Doktor der Theologie an der Katholisch-Theologischen Fakultät der Universität Münster promoviert.
Von 1965 bis 1970 war er Dozent an der Katholisch-Sozialen Akademie des Bistums Münster Franz-Hitze-Haus, von 1970 bis 1980 Präsidiumsmitglied der katholischen Pax-Christi-Bewegung der Bundesrepublik Deutschland. In dieser Funktion engagierte er sich in Politik und Kirche für die Christen in der DDR und in Osteuropa. Ebenso setzte er sich für die Versöhnung mit Israel ein.
Ab 1970 war er als wissenschaftlicher Assistent am Seminar für Liturgiewissenschaft in Münster tätig, seit 1972 als Akademischer Rat für Hochschuldidaktik und Religionspädagogik, ab 1973 Akademischer Oberrat für Praktische Theologie (Liturgiewissenschaft und Curriculumrevision).
Von 1975 bis 1979 war er Dozent für Pastoralliturgie an der Philosophisch-Theologischen Hochschule der Franziskaner und Kapuziner in Münster. Ab 1982 arbeitete er als Professor für Liturgiewissenschaft und ab 1984 als Direktor des Seminars für Liturgiewissenschaft an der Katholisch-Theologischen Fakultät der Universität Münster.
Von 1990 bis 1998 war Klemens Richter Sprecher der Arbeitsgemeinschaft-Katholischer-Liturgikdozentinnen und -dozenten im deutschen Sprachbereich. Von 1993 bis 1996 leitete er außerdem als Dekan die Katholisch-Theologische Fakultät in Münster. Ein Schwerpunkt seiner Forschung ist auf den Zusammenhang von Theologie und Praxis des Gottesdienstes gerichtet. Richter wirkte schulbildend; mehrere seiner Schülerinnen und Schüler erhielten einen Lehrstuhl. Seit Juli 2005 ist er emeritiert.
2008 verlieh ihm die Katholisch-Theologische Fakultät der Universität Erfurt ein Ehrendoktorat. 2015 wurde Richter zum Ehrenprofessor der Universität Opole ernannt.
Klemens Richter ist seit 1963 verheiratet und hat drei Kinder.

## Werke

### Monographien (Auswahl)
- Klemens Richter, R. Freitag, Zur liturgischen Struktur des Wortgottesdienstes. Ein Diskussionsbeitrag (= Lebendiger Gottesdienst 8), Münster 1965.
- Klemens Richter, Soziologische Voraussetzungen für Glaube und Nichtglaube, Hausbrief des Franz-Hitze-Hauses, Nr. 3, Münster 1965.
- Klemens Richter (Hrsg.), Erneuerung der Kirche. Aufbruch zu einer Theologie von Morgen. Mit Beiträgen einer Ringvorlesung der Kath.-Theol. Fakultät Münster von Böckle, Iserloh, Kasper, Kötting, Lengeling, Metz, Remmers, Weber (= Zeitnahes Christentum 50), Osnabrück 1967.
- Klemens Richter (Hrsg.), Menschenführung in modernen Streitkräften (= Beiträge zur Erwachsenenbildung 17), Osnabrück 1968.
- Klemens Richter (Hrsg.), Ehe im Umbruch, mit Beiträgen von Dohms, Eising, Heinen, Köhne, Pösentrup, Struck, Wesemann. Münster 1969.
- Klemens Richter (Hrsg.), Katholische Presse in Europa (= Zeitnahes Christentum 58). Osnabrück 1969.
- Klemens Richter (Hrsg.), Theodor Maas-Ewerd (Hrsg.), Heinrich Plock (Hrsg.), Manfred Probst (Hrsg.), Neue Totenliturgie. Eucharistiefeiern, Wortgottesdienste, Begräbnisriten. Übertragungen und Vorschläge, Essen 1971, 1. Auflage 1971, ISBN 3-87177-050-7.
- Klemens Richter, H. Plock, M. Probst, Die Feier der Trauung. Texte für Trauungsmessen und Eheschließung, Essen 1971, 4. Auflage 1972.
- Klemens Richter, Die Trauung in der Gemeinde. Eine Handreichung zur Feier der Trauung mit dem neuen Ritus der Eheschließung, Essen 1972, 4. Auflage 1974.
- Klemens Richter, H. Plock, M. Probst, Kommunionfeier mit Kranken. Eine Handreichung für Priester und Laien, Essen 1972, 2. Auflage 1972.
- Klemens Richter, Die Ordination des Bischofs von Rom. Ein Beitrag zur Weiheliturgie vom Neuen Testament bis zum Pontificale Romanum von 1968, Dissertation, Münster 1972.
- Klemens Richter, H. Plock, M. Probst. Liturgie mit Kranken. Krankensalbung, Hausmessen, Stärkung im Tod. Vorschläge und Übertragungen, Essen 1973.
- Klemens Richter, H. Plock, M. Probst, Hoffen auf den Herrn. Die Hilfe der Kirche im Angesicht des Todes. Essen 1973, 2. Auflage 1974.
- Erich Feifel (Hrsg. Westdeutschen Fakultätentag, Kommission Curricula in Theologie, durch Erich Feifel), Klemens Richter (Mitarbeit), Beiträge zur Hochschuldidaktik  (= Studium katholische Theologie, Band 2)  Zürich, Einsiedeln, Köln 1974, ISBN 3-545-26114-X
- Erich Feifel (Hrsg. Westdeutschen Fakultätentag, Kommission Curricula in Theologie, durch Erich Feifel), Klemens Richter (Mitarbeit), Zum Berufspraxisbezug des Theologiestudiums (= Studium katholische Theologie, Band 4)  Zürich, Einsiedeln, Köln 1976, ISBN 3-545-26119-0.
- Klemens Richter, Kirchenräume und Kirchenträume. Die Bedeutung des Kirchenraums für eine lebendige Gemeinde, Herder Freiburg im Breisgau 1998.
- Klemens Richter: Feiernde Gemeinde. Die Identität der Kirche und ihr Gottesdienst – eine Aufsatzsammlung. Hrsg. von Benedikt Kranemann, Martin Stuflesser und Thomas Sternberg. Aschendorff, Münster 2015, ISBN 978-3-402-03427-9.

## Alumni (Auswahl)
Ehemalige Absolventen von Klemens Richter:
- Teresa Berger (* 1956), Professorin für Liturgiewissenschaft an der Yale University[2]
- Stefan Böntert (* 1969), Professor für Liturgiewissenschaft an der Katholisch-Theologischen Fakultät der Ruhr-Universität Bochum[3]
- Wolfgang Max Burggraf, Gründungsmitglied der Christlichen Arbeitsgemeinschaft Tanz in Liturgie und Spiritualität e. V.
- Benedikt Kranemann (* 1959), Professor für Liturgiewissenschaft der Universität Erfurt[4]
- Werner Müller-Geib, Professor für Liturgiewissenschaft an der Katholischen Hochschule Mainz
- Andreas Poschmann, Liturgiewissenschaftler am Deutschen Liturgischen Institut in Trier[5]
- Stefan Rau, Pfarrer und Referent für liturgische Bildung im Bistum Münster[6]
- Martin Stuflesser (* 1970), Professor für Liturgiewissenschaft an der Julius-Maximilians-Universität Würzburg[7]
- Barbara Stühlmeyer (* 1964), Autorin und Wissenschaftlerin
- Ludger Stühlmeyer (* 1961), Kantor, Komponist und Musikwissenschaftler
- Stephan Winter (* 1970), Professor für Liturgiewissenschaft an der Philosophisch-Theologischen Hochschule Münster